# 何泽慧
何泽慧（1914年3月5日—2011年6月20日），女，山西灵石人，生于江苏苏州，中国原子物理学家，中国科学院资深院士，被誉为“中国的居里夫人”。曾任中国空间科学学会常务理事，中国科学院高能物理研究所副所长，第三届全国人大代表，第五、六、七届全国政协委员。

## 生平
何泽慧祖籍山西省灵石县，1914年生于苏州，家住十全街灌木楼。中学就读于振华女校（苏州市第十中学前身），她的爱好兴趣很广泛，并且参加排球队。。中学毕业后于1932年考上了清华大学物理系，作为该专业中为数不多的女性之一与钱三强和王大珩等人分在一个班。1936年以优异成绩从清华大学毕业后，何泽慧原本计划进入南京的国民政府军政部兵工署工作，但因该机构不愿收女生而作罢。后来她又得知山西省政府能够提供去德国留学的资助，而她因为祖籍在山西因此也能获此机会。于是她前往德国柏林高等工业大学技术物理系学习实验弹道学，并于1940年以题为《一种新的精确简便测量子弹飞行速度的方法》的论文获得该校工程博士学位。

### 学术生涯
从1940年起，何泽慧在柏林西门子工厂弱电流实验室进行磁性材料研究。1943年她来到德国海德堡威廉皇家学院核物理研究所（现在的马克斯普朗克医学研究所），在瓦尔特·博特教授指导下从事原子核物理研究。在博特的帮助下，她研究了放射性射粒子和宇宙射线，并且她曾工作海因茨·迈尔-莱布尼茨于云室技术。
她提出在布里斯托尔了一份关于她与海因茨·迈尔-莱布尼茨和博特的研究工作之后，其中包括正电子-电子散射的第一个照片，她的研究工作被刊登在领先的科学杂志《自然》，(1945 Nature, Vol. 156 p 543)。

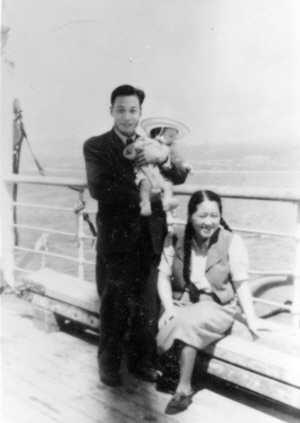
钱三强、他们的女儿与何泽慧在1948年回归中国

在此期间她与大学期间同学钱三强用通信保持着联系。在同意了钱三强的求婚之后，她于1946年4月同钱三强在巴黎结婚。婚后二人一同在弗雷德里克·约里奥-居里和伊雷娜·约里奥-居里夫妇领导的法兰西学院原子核化学实验室以及巴黎大学居里实验室内合作研究。
1948年同钱三强一同回到中国大陆参与创建北平研究院原子学研究所。1949年中华人民共和国成立后，她投入到中国科学院近代物理研究所（1953年改称中国科学院物理研究所）的创建工作中。1964年起担任中国科学院原子能研究所副所长，为国內核武器研究做出了贡献。1965年，她赴河南安阳参加了社会主义教育运动。文化大革命中，她被作为“反动学术权威”受到审查和批判；1969年冬被下放到中华人民共和国第二机械工业部设在陕西合阳的五七干校参加农业劳动。1973年，中国科学院高能物理研究所成立后，她担任副所长。在此之后，她把注意力转向宇宙射线和高能天体物理。她通过访问促进了与欧洲核子研究组织（CERN）的国际合作。
2011年在北京協和醫院逝世，享年97歲。

## 奖项与荣誉
1980年当选为中国科学院数学物理学部学部委员
何泽慧母校的科学实验室以其名字命名。

## 著作
《何泽慧文选与纪念文集》，山西教育出版社，2015-11。第一编　影像集萃与生平简介，第二编　论文选录及主要论著目录，第三编　经念文集。

## 家庭
外祖母是振華女子學校創始人。
父親何澄，近代實業家，同盟會成員。母親王季山，物理學翻譯家、曲學家王季烈妹妹。大姐何怡貞，金屬物理學家。大哥何澤明，原北京鋼鐵學院院長。弟弟何澤湧，山西醫科大學教授。妹妹何澤瑛，南京植物院資深研究員
丈夫錢三強。二人育有兩女一男，錢祖玄、錢民協、錢思進，均為科學家。長女錢祖玄，任職於馬賽粒子物理研究中心（Center for Particle Physics of Marseilles，簡稱 CPPM）。次女錢民協，北京大學化學與分子工程學院教授。長子錢思進，北京大學物理學院教授。

## 评价
“何女士在女科学家中很少见，就是人中麟凤。”（前国务院总理温家宝）
弘扬以钱三强为代表的前代科学家，诸如钱和辉先生，团结党和国家和人民的困难，实现“二百年”宏伟目标的优秀传统，实现中华民族梦想的伟大复兴，努力奋斗！（白春礼，中国科学院院长）
何泽慧女士是中国科学院现代物理研究所创始人之一。她热情领导中子物理和裂变物理实验，积极推动祖国宇宙射线超高能物理和高能天体物理研究的开展和发展。（李政道，科学家）

## 学术贡献
在德国从事研究期间，何泽慧就曾利用云室首先观察并确认了正电子-电子散射现象，被英国《自然》称之为“科学珍闻”。 1946年到达法国之后，她和钱三强共同工作，发现了铀核裂变的三分裂-四分裂现象，其中她捕捉到了世界上首例"四分裂径迹"。20世纪50年代回到中国大陆后又开发了用于核物理研究的原子核乳胶，该成就获得了中国科学院三等奖。 1956年后，她领导建立中子研究室，在该领域内起到开拓作用。1970年代中期她开始推动交叉学科的发展。通过倡导、协助建设西藏甘巴拉山高山乳胶室、高空气球，推动了中国天体物理学、空间科学的发展。她还培养有5名博士生、2名硕士生。发表过论文十余篇。